# Sirventés

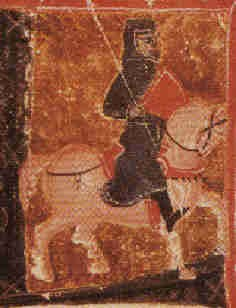
Representación de Bertran de Born a partir de un manuscrito de canciones de trobador en la Bibliothèque Nationale Française.

El sirventés es una composición poética propia de la literatura occitana, o trovadoresca, desde el punto de vista formal semejante a la de la canción (occitano cançon), pero de muy diferente temática. 
Formalmente, suele constar de entre 5 y 7 coblas y una tornada (igual que la cansó). En cuanto al contenido, se trata de un poema de circunstancias, generalmente satírico, que puede tratar en principio cualquier tema (moral, político, de crítica literaria), salvo el amor. Según su asunto, Martín de Riquer dividió los sirventés en cuatro categorías:
a) Morales: dirigidos contra la decadencia de las costumbres caballerescas, la corrupción del clero, etc. Fue cultivado por Marcabrú, Peire de Boussignac y Peire Cardenal.
b) Políticos: rivalidades entre señores feudales, críticas a instituciones como la monarquía, la Inquisición o el Papa. También aparece en ellos con frecuencia el tema de las Cruzadas. Su máximo representante es Bertran de Born. 
c) Literarios: crítica de las obras de otros trovadores. Lo cultivaron Peire d'Auvergne y el Monje de Montaudon. Dentro de estos existe una variante, el sirventés-ensenhamen, en el que el trovador se dirige al juglar para explicarle qué repertorio debe conocer.
d) Personales: fundamentalmente se trata de injurias hacia los enemigos personales de los trovadores. Lo cultivaron, entre otros, Bertran de Born y Guilhem de Bergadá.

## Formas similares o derivadas
En la lírica gallego-portuguesa, tiene una función similar al sirventés la cantiga de escarnho y de mal dizer. También el decir de la poesía castellana del siglo XV se ha relacionado con el sirventés provenzal.
El serventesio de la métrica castellana tiene su origen en el sirventés provenzal, ya que la combinación ABAB era muy utilizada en la literatura trovadoresca.